# Lijst van spelers van het Nieuw-Zeelandse voetbalelftal
Deze lijst van spelers van het Nieuw-Zeelandse voetbalelftal geeft een overzicht van alle voetballers die minimaal vijftig interlands achter hun naam hebben staan voor Nieuw-Zeeland. Vetgedrukte spelers zijn in 2024 nog voor de nationale ploeg uitgekomen.

## Overzicht
- Bijgewerkt tot en met WK-kwalificatieduel tegen  Samoa (8-0) op 18 november 2024

| Naam speler        | Van  | Tot  | Interlands | Goals | Debuut                       | Laatst                     |
| ------------------ | ---- | ---- | ---------- | ----- | ---------------------------- | -------------------------- |
| Ivan Vicelich      | 1995 | 2013 | 88         | 6     | 25 juni 1995 Uruguay         | 13 november 2013 Mexico    |
| Chris Wood         | 2009 |      | 74         | 34    | 3 juni 2009 Tanzania         | 18 november 2024 Samoa     |
| Simon Elliott      | 1995 | 2011 | 69         | 6     | 21 februari 1995 Singapore   | 1 juni 2011 Mexico         |
| Vaughan Coveny     | 1992 | 2006 | 64         | 28    | 7 juni 1992 Fiji             | 4 juni 2006 Brazilië       |
| Ricki Herbert      | 1980 | 1989 | 61         | 7     | 20 augustus 1980 Mexico      | 9 april 1989 Israël        |
| Chris Jackson      | 1995 | 2003 | 60         | 10    | 21 februari 1995 Singapore   | 22 juni 2003 Frankrijk     |
| Brian Turner       | 1967 | 1982 | 59         | 21    | 5 november 1967 Australië    | 23 juni 1982 Brazilië      |
| Duncan Cole        | 1978 | 1988 | 58         | 4     | 1 oktober 1978 Singapore     | 27 maart 1988 Israël       |
| Shane Smeltz       | 2003 | 2017 | 58         | 24    | 8 juni 2003 Verenigde Staten | 6 oktober 2017 Japan       |
| Steve Sumner       | 1976 | 1988 | 58         | 22    | 13 september 1976 Birma      | 23 juni 1988 Saoedi-Arabië |
| Chris Zoricich     | 1988 | 2003 | 57         | 1     | 23 maart 1988 Israël         | 22 maart 2003 Frankrijk    |
| Ceri Evans         | 1980 | 1993 | 56         | 2     | 16 oktober 1980 Koeweit      | 6 juni 1993 Australië      |
| Leo Bertos         | 2003 | 2013 | 56         | 0     | 13 oktober 2003 Iran         | 13 november 2013 Mexico    |
| Tommy Smith        | 2010 |      | 56         | 2     | 8 maart 2010 Mexico          | 8 september 2024 Mexico    |
| Kosta Barbarouses  | 2008 |      | 54         | 4     | 19 november 2008 Fiji        | 18 november 2024 Samoa     |
| Michael McGarry    | 1986 | 1997 | 54         | 12    | 17 september 1986 Fiji       | 6 juli 1997 Australië      |
| Michael McGlinchey | 2009 | 2019 | 54         | 5     | 9 september 2009 Jordanië    | 17 november 2019 Litouwen  |
| Adrian Elrick      | 1975 | 1984 | 53         | 1     | 26 juli 1975 China           | 24 april 1984 Bahrein      |
| Jeremy Brockie     | 2006 | 2019 | 50         | 1     | 19 februari 2006 Maleisië    | 24 maart 2018 Canada       |

NZF · A-internationals · Bondscoaches · Statistieken · N-Zeelands vrouwenelftal · Olympisch elftal · N-Zeeland U21 · N-Zeeland U20 · N-Zeeland U19 · N-Zeeland U18 · N-Zeeland U17
1920 – 1949 ·
1950 – 1959 ·
1960 – 1969 ·
1970 – 1979 ·
1980 – 1989 ·
1990 – 1999 ·
2000 – 2009 ·
2010 – 2019 ·
2020 − 2029
WK 1982 ·
WK 2010
OS 2008 ·
OS 2012 ·
OS 2020
1922 · 
1923 · 
1924 · 
1925–1926 ·
1927 · 
1928–1932 ·
1933 · 
1934–1935 ·
1936 · 
1937 · 
1938–1945 ·
1946 · 
1947 · 
1948 · 
1949–1950 ·
1951 · 
1952 · 
1953 ·
1954 · 
1955 · 
1956 ·
1957 · 
1958 · 
1959 · 
1960 · 
1961 · 
1962 · 
1963 ·
1964 · 
1965–1966 ·
1967 · 
1968 · 
1969 · 
1970 · 
1971 · 
1972 · 
1973 · 
1975 · 
1976 · 
1977 · 
1978 · 
1979 · 
1980 · 
1981 · 
1982 · 
1983 · 
1984 · 
1985 · 
1986 · 
1987 · 
1988 · 
1989 · 
1990 · 
1991 · 
1992 · 
1993 · 
1994 · 
1995 · 
1996 · 
1997 · 
1998 · 
1999 · 
2000 · 
2001 · 
2002 · 
2003 · 
2004 · 
2005 · 
2006 · 
2007 · 
2008 · 
2009 · 
2010 · 
2011 · 
2012 · 
2013 ·
2014 ·
2015 ·
2016 ·
2017 ·
2018 ·
2019 ·
2020 ·
2021 ·
2022 ·
2023 ·
2024
Australië ·
Bahrein ·
Botswana ·
Brazilië ·
Canada ·
Chili ·
China ·
Colombia ·
Congo-Kinshasa ·
Cookeilanden ·
Costa Rica ·
Curaçao ·
Duitsland ·
Egypte ·
El Salvador ·
Engeland ·
Estland ·
Fiji ·
Frankrijk ·
Gambia ·
Georgië ·
Ghana ·
Griekenland ·
Honduras ·
Hongarije ·
Ierland ·
India ·
Indonesië ·
Irak ·
Iran ·
Israël ·
Italië ·
Jamaica ·
Japan ·
Jordanië ·
Kenia ·
Koeweit ·
Libanon ·
Litouwen ·
Maleisië ·
Marokko ·
Mexico ·
Myanmar ·
Nieuw-Caledonië ·
Noord-Ierland ·
Noorwegen ·
Oezbekistan ·
Oman ·
Papoea-Nieuw-Guinea ·
Paraguay ·
Peru ·
Polen ·
Portugal ·
Qatar ·
Rusland ·
Salomonseilanden ·
Samoa ·
Saoedi-Arabië ·
Schotland ·
Servië ·
Singapore ·
Slovenië ·
Slowakije ·
Soedan ·
Sovjet-Unie ·
Spanje ·
Tahiti ·
Taiwan ·
Tanzania ·
Thailand ·
Trinidad en Tobago ·
Tunesië ·
Turkije ·
Uruguay ·
Vanuatu ·
Venezuela ·
Verenigde Arabische Emiraten ·
Verenigde Staten ·
Wales ·
Wit-Rusland ·
Zuid-Afrika ·
Zuid-Korea ·
Zuid-Vietnam ·
Zweden
Italië (2010) ·
Schotland (1982) · 
Slowakije (2010)